# Zagradec pri Grosupljem
Zagradec pri Grosupljem je naselje v Občini Grosuplje.